# Le Neufour
Le Neufour je francouzská obec v departementu Meuse v regionu Grand Est. V roce 2013 zde žilo 78 obyvatel.

## Poloha
Obec leží u hranic departementu Meuse s departementem Marne. Sousední obce jsou: Le Claon, Clermont-en-Argonne, Florent-en-Argonne (Marne), Les Islettes a Sainte-Menehould (Marne).

## Vývoj počtu obyvatel
Počet obyvatel